# إدوارد إتش آدامز
إدوارد إتش آدامز (بالإنجليزية: Edward Haygood Adams) هو لاعب كرة قدم أمريكية أمريكي، ولد في 17 أغسطس 1910 في غرمبلينغ في الولايات المتحدة، وتوفي في 22 أكتوبر 1958 في هيوستن في الولايات المتحدة بسبب سكتة.